# Nio broars väg
Nio broars väg är ett studioalbum av Peter LeMarc från 1997.

## Låtlista
1. Ring i dina klockor
2. Små simpla ting
3. Jag försöker lära mig att älska dej
4. Nio broars väg
5. Du och jag mot världen
6. Hon gråter inte mer
7. Brudbuketten
8. En mans tomma löften
9. När vi gick i solen
10. Bara dej
11. Gabriel på vita hästen
12. Merkuri
13. I väntan på vågorna

## Medverkande
- Peter LeMarc
- Ola Gustafsson
- Pelle Sirén
- Werner Modiggård
- Tony Thorén
- Stephan Forkelid

## Listplaceringar
| Lista (1997) | Topplacering |
| ------------ | ------------ |
| Sverige      | 5            |